# Chaetopteryx biloba
Chaetopteryx biloba är en nattsländeart som beskrevs av Lazar Botosaneanu 1960. Chaetopteryx biloba ingår i släktet Chaetopteryx och familjen husmasknattsländor. Inga underarter finns listade i Catalogue of Life.